# Dennistoun Glacier
Dennistoun Glacier – lodowiec w Górach Admiralicji w Antarktydzie Wschodniej.

## Nazwa
Nazwany na cześć nowozelandzkiego alpinisty Jamesa Dennistouna (1883–1916), który opiekował się mułami na statku brytyjskiej ekspedycji Terra Nova (1910-1913) – „Terra Nova” . 

## Geografia
Dennistoun Glacier leży w Górach Admiralicji w Antarktydzie Wschodniej, wyznaczając ich kraniec . 
Spływa na północny zachód z północnych stoków gór Mount Black Prince, Mount Royalist Mount Adam . Płynie między pasmami Lyttelton Range a Dunedin Range, następnie skręca na wschód i uchodzi do morza na południe od Cape Scott . Mierzy około 80 km długości .

## Historia
Lodowiec został częściowo zmapowany w latach 1911–1912 przez wyprawę (ang. Northern Party) pod kierownictwem Victora Campbella (1875–1956) z brytyjskiej ekspedycji antarktycznej (1910-1913) . Obiekt został całkowicie zmapowany w latach 1960–1963 na podstawie rozpoznania terenowego i zdjęć lotniczych .  